# Chylice-Kolonia
Chylice-Kolonia – wieś w Polsce położona w województwie mazowieckim, w powiecie grodziskim, w gminie Jaktorów.
W latach 1975–1998 miejscowość administracyjnie należała do województwa skierniewickiego.